# United Nations Office for Partnerships
United Nations Office for Partnerships (UNOP, UNFIP, UNDEF)  är en internationell organisation inom FN, grundad 1998. 
Den bildades för att skapa ett samarbete mellan privata organisationer, samhällsföreningar och den akademiska världen för att uppnå de Globala målen.